# Lambaréné
Lambaréné é a capital e maior cidade da província do Médio Ogoué, no Gabão. É banhada pelo rio Ntem, e está localizada a poucos quilômetros ao sul da Linha do Equador. No censo realizado em 1993 possuía 15 033 habitantes.
A cidade é banhada pelo rio Ogoué, que divide a cidade em três distritos: Rive Gauche, Ile Lambaréné e Rive Droite. 
A temperatura média de Lambaréné é de 27°C. A estação chuvosa inicia em outubro e termina em junho, incluindo um pequeno período de seca em dezembro e janeiro. A estação seca vai de julho a setembro.
Em Lambaréné morreu em 1965 o missionário e médico alsaciano Albert Schweitzer, laureado com o Prémio Nobel da Paz. Nesta localidade, Schweitzer construiu um hospital anexo a um posto missionário. Hoje o local denomina-se Hospital Albert Schweitzer.